# 亞拉岡的約蘭達
亞拉岡的約蘭達（Yolanda de Aragón，1381年—1442年）是亞拉岡國王胡安一世的女兒。

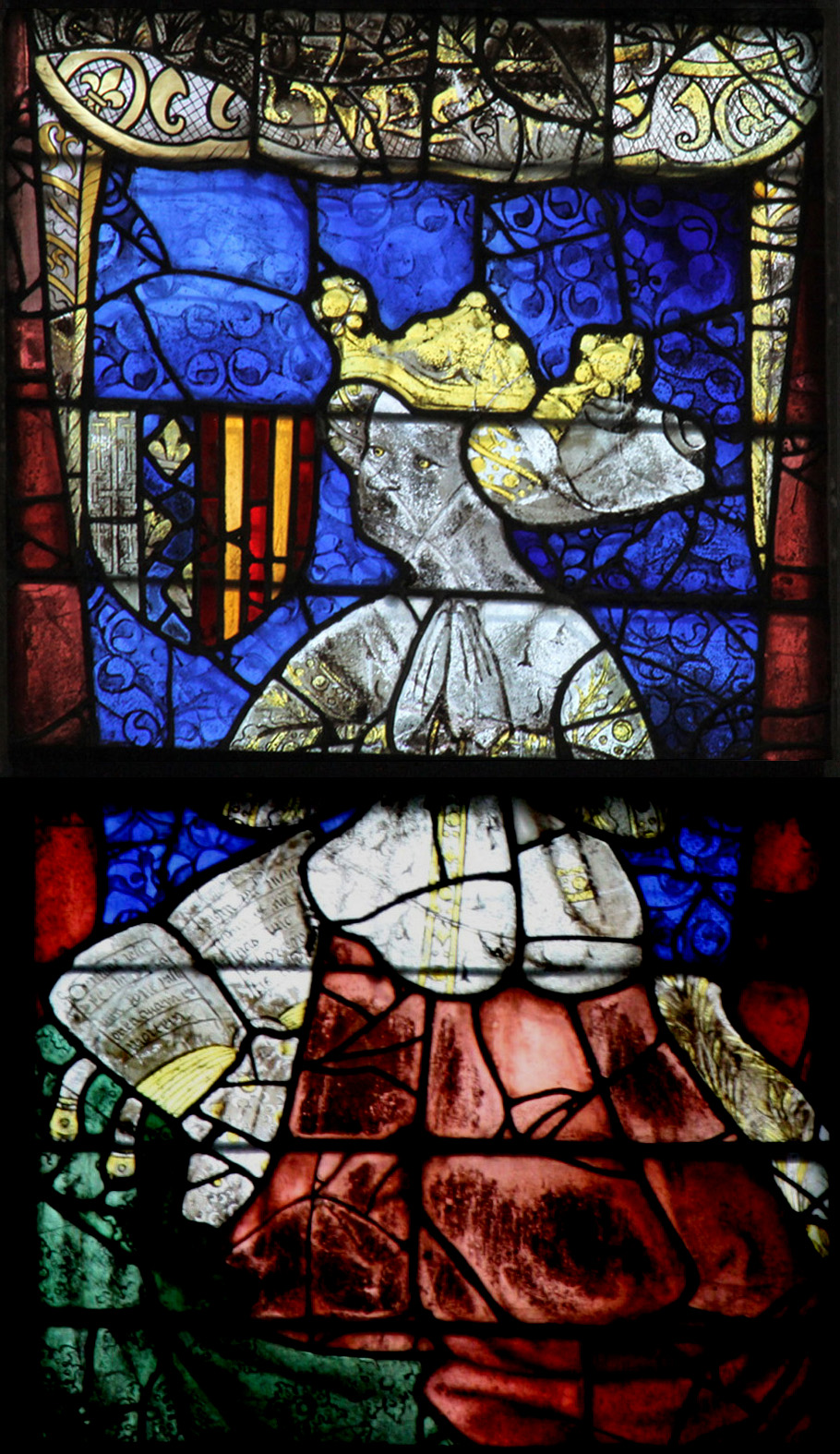
亞拉岡的約蘭達

她嫁給了安茹的路易二世，成為安茹公爵夫人。約蘭達和路易二世有四個孩子：
- 路易三世（1403—1434）
- 安茹的瑪麗（1404—1463）
- 安茹的勒內（1409—1480）
- 夏爾四世（1414—1472）

約蘭達於1442年去世。她被葬在昂熱主教座堂。